# Блеф Куґана
Блеф Кугана (англ. Coogan's Bluff) — американський кінофільм-бойовик 1968 року, знятий режисером Доном Сігелом на кіностудії «Universal Pictures», з Клінтом Іствудом у головній ролі.

## Сюжет
Аризонського поліцейського Кугана посилають до Нью-Йорка, щоб забрати в'язня. Усі в Нью-Йорку думають, що Куган із Техасу, що його дуже дратує. Нью-йоркський поліцейський-лейтенант каже йому, що його в'язня поки що не можна випустити, Куган спочатку намагається терпіти, але незабаром вирішує, що він не може чекати більше і забирає в'язня. Під час перевезення спільники злочинця відбивають дружка і забирають з собою, а Куган залишається винним.

## У ролях
- Клінт Іствуд — Куган, помічник шерифа
- Лі Джей Кобб — лейтенант Макелрой
- Сьюзен Кларк — Джулі
- Тіша Стерлінг — Лінні Ревен
- Дон Страуд — Рінгерман
- Бетті Філд — місіс Рінгерман
- Том Таллі — шериф
- Джеймс Едвардс — сержант Джексон
- Руді Діас — роль другого плану
- Девід Дойл — роль другого плану
- Луїс Зорич — таксист
- Марджорі Беннетт — роль другого плану
- Сеймур Кассель — роль другого плану
- Альберт Попвелл — роль другого плану
- Конрад Бейн — роль другого плану
- Альберт Гендерсон — роль другого плану
- Джеймс Маккелліон — роль другого плану
- Сіл Ламонт — роль другого плану
- Джесс Осуна — роль другого плану
- Джеррі Саммерс — роль другого плану
- Антонія Рей — роль другого плану
- Мелоді Джонсон — роль другого плану
- Мег Майлз — роль другого плану
- Джон Коу — роль другого плану
- Кетлін О'Меллі — роль другого плану
- Джеймс Гевін — роль другого плану
- Єва Брент — роль другого плану
- Джеймс Дукас — роль другого плану
- Ларрі Дюран — роль другого плану
- Енді Еппер — роль другого плану
- Джордж Фарго — роль другого плану
- Скотт Гейл — роль другого плану
- Дікі Лернер — роль другого плану
- Джеймс Макічін — роль другого плану
- Роберт Остерло — роль другого плану
- Кліффорд Е. Пеллоу — роль другого плану
- Аллен Пінсон — роль другого плану
- Дон Сігел — роль другого плану
- Крістоффер Таборі — роль другого плану
- Девід Брендон — роль другого плану
- Тед Жак — роль другого плану
- Дайана Роуз — роль другого плану
- Аль Рубан — роль другого плану

## Знімальна група
- Режисер — Дон Сігел
- Сценаристи — Герман Міллер, Дін Райснер, Говард Родман
- Оператор — Бад Зекері
- Композитор — Лало Шифрін
- Художники — Олександр Голіцин, Роберт Маккіхан
- Продюсери — Ірвінг Л. Леонард, Річард Е. Лайонс, Дон Сігел